# Thomas Lovejoy
Thomas Lovejoy (Nova Iorque, 22 de agosto de 1941 — Washington, 25 de dezembro de 2021) foi um ambientalista e biólogo norte-americano especializado em conservação, ecologia e biologia tropical.

## Carreira
Interessado em biologia desde a adolescência, quando frequentava a Millbrook School, obteve graduação em 1964 e doutorado em 1971 na Universidade de Yale. De 1964 a 1965 foi Yale Carnegie Teaching Fellow, depois foi pesquisador assistente no Museu Nacional de História Natural e executivo assistente da Academia Nacional de Ciências da Filadélfia. Entre 1973 e 1987 dirigiu a seção norte-americana do World Wildlife Fund, e de 1985 a 1987 foi seu vice-presidente internacional. Presidiu o Heinz Center for Science, Economics, and the Environment, foi conselheiro dos presidentes Reagan, Bush e Clinton, do Instituto Smithsonian, dos jardins botânicos de Nova Iorque e de Londres, conselheiro-chefe do Banco Mundial para biodiversidade e seu principal especialista sobre o ambiente latino-americano, presidiu a Society for Conservation Biology, foi conselheiro do Yale Institute for Biospheric Studies e desde 2010 deu aulas na Universidade George Mason.
Desde 1965 trabalhou principalmente no Brasil, atuando junto ao Instituto Nacional de Pesquisas da Amazônia, sendo o principal responsável por um projeto de grande escala que investigou o funcionamento de fragmentos florestais e os efeitos do desmatamento sobre a ecologia regional, que evoluiu para se tornar o Programa Piloto para a Proteção das Florestas Tropicais (PPG7), o qual, segundo o governo do Brasil, "gerou inúmeros estudos técnicos e científicos que ajudaram a construir políticas públicas ambientais voltadas para o desenvolvimento sustentável. Ao longo de seus 17 anos de existência, o Programa Piloto implantou 26 subprogramas e projetos que contribuíram para ampliar o conhecimento do meio ambiente da floresta Amazônica e Mata Atlântica brasileiras". Manteve, durante sua vida, forte interação com cientistas brasileiros importantes, como Eneas Salati, que decifrou os mecanismos de distribuição das chuvas na Amazônia, e Carlos Nobre, com quem apontou, num editorial crítico na revista Science Advances (do grupo Science), que há um limite para a destruição da Amazônia, a partir do qual não haverá mais retorno.
Ganhou notoriedade na década de 1970 com suas previsões sobre uma possível extinção em massa decorrente da destruição ambiental.
Preparou muitos mestres e doutores, deixou grande bibliografia publicada e foi membro de muitas associações e sociedades científicas, incluindo a American Academy of Arts and Sciences, a American Association for the Advancement of Sciences, a American Ornithologists' Union, a American Philosophical Society, a Royal Society e a Linnean Society of London. Foi membro correspondente da Academia Brasileira de Ciências.
Morreu em Washington, no dia de Natal de 2021, vitimado por um câncer pancreático.

## Legado e reconhecimento
Por ocasião de sua morte o Ministério da Ciência, Tecnologia e Inovações do Brasil publicou uma nota de pesar enaltecendo sua vida dedicada à conservação do planeta, em especial a floresta amazônica, e declarando: "Por tudo que o Thomas Lovejoy representa, lamentamos profundamente a sua partida. E mais uma vez agradecemos por todo o seu esforço científico e sua paixão pela Amazônia para tornar o mundo um lugar melhor para todas as espécies e para as futuras gerações".
Foi considerado um dos principais líderes do movimento ambientalista e o "pai da biodiversidade", termo que ele cunhou (originalmente como "diversidade biológica"), foi um pioneiro na biologia da conservação, elucidou o conceito de Tamanho Mínimo Crítico para os ecossistemas, e foi uma figura importante para chamar a atenção internacional para os problemas ambientais da Amazônia. Marcos Buckeridge, diretor do Instituto de Biociências da USP, e Vera Fonseca, professora do Instituto, em artigo publicado no Jornal da USP, disseram que Lovejoy foi uma das figuras-chave na evolução da ética socioambiental no século XX, "ajudou a formar alguns dos pilares do ativismo ambiental", e fez parte de "um grupo de pensadores que mudou o mundo para melhor, elevando o status e fazendo brilhar a importância da vida como um todo".
Recebeu vários prêmios, destacando-se a Ordem de Rio Branco em 1988, a Ordem Nacional do Mérito Científico em 1998, o Prêmio Tyler de Conquista Ambiental em 2001, o Prêmio Fundação BBVA Fronteiras do Conhecimento em 2009, o Prêmio Planeta Azul em 2012, o Prêmio Muriqui em 2013, e a Menção Honrosa Rio Negro em 2019 conferida pelo Instituto Nacional de Pesquisas da Amazônia, a maior honraria da instituição. A espécie Polycyrtus lovejoyi foi batizada em sua homenagem.